# Seven de Sudáfrica 2006
El Seven de Sudáfrica de 2006 fue la octava edición del torneo sudafricano de rugby 7 y el segundo torneo de la temporada 2006-07 de la Serie Mundial Masculina de Rugby 7.
Se disputó en la instalaciones del Outeniqua Park de George.

## Fase de grupos

### Grupo A
| Equipo   | Encuentros | Encuentros | Encuentros | Encuentros | Tantos  | Tantos    | Puntos |
| Equipo   | jugados    | ganados    | empatados  | perdidos   | a favor | en contra | Puntos |
| -------- | ---------- | ---------- | ---------- | ---------- | ------- | --------- | ------ |
| Fiyi     | 3          | 3          | 0          | 0          | 114     | 26        | 9      |
| Samoa    | 3          | 2          | 0          | 1          | 64      | 67        | 7      |
| Canadá   | 3          | 1          | 0          | 2          | 43      | 53        | 5      |
| Zimbabue | 3          | 0          | 0          | 3          | 19      | 94        | 3      |

Nota: Se otorgan 3 puntos al equipo que gane un partido, 2 al que empate y 1 al que pierda

### Grupo B
| Equipo     | Encuentros | Encuentros | Encuentros | Encuentros | Tantos  | Tantos    | Puntos |
| Equipo     | jugados    | ganados    | empatados  | perdidos   | a favor | en contra | Puntos |
| ---------- | ---------- | ---------- | ---------- | ---------- | ------- | --------- | ------ |
| Inglaterra | 3          | 2          | 1          | 0          | 98      | 26        | 8      |
| Gales      | 3          | 2          | 1          | 0          | 41      | 26        | 8      |
| Argentina  | 3          | 1          | 0          | 2          | 33      | 48        | 5      |
| Portugal   | 3          | 0          | 0          | 3          | 22      | 94        | 3      |

### Grupo C
| Equipo    | Encuentros | Encuentros | Encuentros | Encuentros | Tantos  | Tantos    | Puntos |
| Equipo    | jugados    | ganados    | empatados  | perdidos   | a favor | en contra | Puntos |
| --------- | ---------- | ---------- | ---------- | ---------- | ------- | --------- | ------ |
| Sudáfrica | 3          | 3          | 0          | 0          | 136     | 7         | 9      |
| Francia   | 3          | 2          | 0          | 1          | 44      | 60        | 7      |
| Kenia     | 3          | 1          | 0          | 2          | 59      | 67        | 5      |
| Uganda    | 3          | 0          | 0          | 3          | 7       | 112       | 3      |

### Grupo D
| Equipo        | Encuentros | Encuentros | Encuentros | Encuentros | Tantos  | Tantos    | Puntos |
| Equipo        | jugados    | ganados    | empatados  | perdidos   | a favor | en contra | Puntos |
| ------------- | ---------- | ---------- | ---------- | ---------- | ------- | --------- | ------ |
| Nueva Zelanda | 3          | 3          | 0          | 0          | 97      | 19        | 9      |
| Túnez         | 3          | 2          | 0          | 1          | 54      | 59        | 7      |
| Australia     | 3          | 1          | 0          | 2          | 57      | 62        | 5      |
| Escocia       | 3          | 0          | 0          | 3          | 31      | 99        | 3      |

## Fase Final

### Cuartos de final
| 9 de diciembre | Fiyi | 33 - 7 | Gales |  |  |

| 9 de diciembre | Nueva Zelanda | 29 - 0 | Francia |  |  |

| 9 de diciembre | Sudáfrica | 38 - 0 | Túnez |  |  |

| 9 de diciembre | Inglaterra | 24 - 0 | Samoa |  |  |

### Semifinal
| 9 de diciembre | Fiyi | 12 - 29 | Nueva Zelanda |  |  |

| 9 de diciembre | Sudáfrica | 10 - 7 | Inglaterra |  |  |

### Final
| 9 de diciembre | Nueva Zelanda | 24 - 17 | Sudáfrica |  |  |

| Bandera de Nueva Zelanda |
| Campeón Nueva Zelanda    |
| 1º título del circuito   |